# Limnophora vanemdeni
Limnophora vanemdeni är en tvåvingeart som beskrevs av John Otterbein Snyder 1953. Limnophora vanemdeni ingår i släktet Limnophora och familjen husflugor.
Artens utbredningsområde är Liberia. Inga underarter finns listade i Catalogue of Life.